# Большая Лаба

Б. Лаба в составе бассейна Кубани

Больша́я Лаба́ (кабард.-черк. Лабэшхуэ, карач.-балк. Уллу Лаба, абаз. Алаба) — река в России, протекает по территории Карачаево-Черкесии и Краснодарского края, правая составляющая реки Лаба (бассейн Кубани). Длина реки — 127 км, площадь водосбора — 1730 км².
Берёт начало в ледниках горы Пшиш (3790 м) у перевала Лаба на границе с Абхазией. Принимает в себя ряд притоков. Правый приток Пхия (берёт начало на леднике горы Закын-Сырт, высотой 3097 м).
Левые притоки: Санчаро, Макера, Мамхурц, Дамхурц, Закан (берёт начало на ледниках Главного Кавказского хребта), Бескес.
На Большой Лабе расположены сёла и станицы: Пхия, Загедан, Дамхурц, Рожкао, Псемён, Курджиново, Ершов, Подскальное, Предгорное, упразднённый аул Ахмет-Кая и др. — Карачаево-Черкесия; Ахметовская, Чернореченская, Гофицкое — Краснодарский край). У станицы Каладжинская Большая Лаба сливается с Лабой Малой.